# Roberto Donoso-Barros
Roberto Donoso-Barros (Santiago de Chile, 5 de octubre de 1921 - Concepción, 2 de agosto de 1975) fue un destacado científico chileno, cuya investigación pionera en herpetozoos de Chile y de otros países de Sudamérica lo ha situado como uno de los herpetólogos latinoamericanos más prominentes del siglo XX. Numerosos de sus trabajos más importantes, publicados hace ya más de cuatro décadas, siguen siendo referencias de alto valor para los especialistas actuales. Estudió Medicina en la Universidad de Chile, de donde se graduó en 1947. Comienza entonces una carrera como médico en el Hospital J.J. Aguirre de Santiago, y paralelamente, da inicio a sus primeros estudios de fauna. Poco después de graduarse de médico-cirujano, es reclutado para formar parte del equipo médico comandado por el Dr. Juan Noé, para viajar al extremo norte de Chile, donde comenzaría una lucha por erradicar la malaria de Chile.
Fue profesor y un reconocido científico en la Universidad de Chile, para viajar luego a tomar cargos a la Universidad de Oriente en Venezuela, y posteriormente al Museo Smithsonian Institution en Washington, USA. De regreso a Chile en 1969 se establece en la ciudad de Concepción, donde es condecorado con el más importante galardón científico del país, el premio Abate Molina, otorgado por la Academia de Ciencias de Chile. En Concepción permaneció como académico de la Universidad de Concepción hasta el día de su muerte, ocurrida el 2 de agosto de 1975, producto de un accidente de tránsito.

## Obra
Como médico y miembro del Centro de Investigaciones Zoológicas Chilenas escribió varios libros sobre reptiles. En 1966 publicó su principal obra: Reptiles de Chile, que recolectó todas las especies descritas hasta la fecha en Chile.

## Especies descriptas
- Homonota penai (Donoso-Barros, 1966)
- Liolaemus brattstroemi (Donoso-Barros, 1961)
- Liolaemus ceii (Donoso-Barros, 1971)
- Liolaemus constanzae (Donoso-Barros, 1961)
- Liolaemus hellmichi (Donoso-Barros, 1974)
- Liolaemus paulinae (Donoso-Barros, 1961)
- Liolaemus sarmientoi (Donoso-Barros, 1973)
- Microlophus atacamensis (Donoso-Barros, 1966)
- Microlophus tarapacensis (Donoso-Barros, 1966)
- Pristidactylus alvaroi (Donoso-Barros, 1974)
- Pristidactylus valeriae (Donoso-Barros, 1974)[1]

## Abreviatura (zoología)
La abreviatura Donoso-Barros  se emplea para indicar a Roberto Donoso-Barros como autoridad en la descripción y taxonomía en zoología.